# Puchar Panamerykański w Piłce Siatkowej Mężczyzn 2011 (składy)
Artykuł grupuje składy wszystkich reprezentacji narodowych w piłce siatkowej, które wystąpiły w Pucharze Panamerykańskim w Piłce Siatkowej Mężczyzn 2011.
- Wiek na dzień 13 czerwca 2011 roku.
- Przynależność klubowa na koniec sezonu 2010/2011.
- Zawodnicy oznaczeni literą K to kapitanowie reprezentacji.
- Zawodnicy oznaczeni literą L grają na pozycji libero.

Według regulaminu każda reprezentacja może się składać z maksymalnie 12 zawodników.

## Argentyna
Trener: Juan Manuel Cichello
Asystent: Fernando Badran
| Nr | Imię i nazwisko         | Data urodzenia (wiek) | Wzrost (cm) | Klub                          |
| -- | ----------------------- | --------------------- | ----------- | ----------------------------- |
| 2  | Iván Castellani         | 19.01.1991 (20)       | 198         | Club Ciudad de Bolívar        |
| 3  | Leonardo Plaza Gandini  | 09.08.1992 (18)       | 186         | Unión La Calera               |
| 4  | Federico Martina        | 02.11.1992 (18)       | 202         | Rosario Sonder Club           |
| 5  | Gustavo Vaca            | 13.04.1991 (20)       | 200         | Club Ciudad de Buenos Aires   |
| 9  | Federico Franetovich    | 13.10.1991 (19)       | 200         | Club de Amigos                |
| 10 | Juan Ignacio Finoli (K) | 05.11.1991 (20)       | 187         | Club de Amigos                |
| 12 | Agustín Ramonda         | 02.06.1991 (20)       | 200         | Villa María Voley             |
| 14 | Ezequiel Palacios       | 02.10.1992 (18)       | 202         | La Unión de Formosa           |
| 16 | Martín Ramos            | 26.08.1991 (19)       | 199         | Club Atlético Vélez Sársfield |
| 17 | Nicolás Méndez          | 01.11.1992 (18)       | 190         | Club Ciudad de Bolívar        |
| 18 | Facundo Hehn (L)        | 16.05.1991 (20)       | 188         | UPCN Vóley Club               |
| 19 | Nicolás Méndez          | 01.05.1992 (19)       | 197         | Club de Amigos                |

## Bahamy
Trener: Raymond Wilson
Asystent: Davince Smith
| Nr | Imię i nazwisko      | Data urodzenia (wiek) | Wzrost (cm) | Klub          |
| -- | -------------------- | --------------------- | ----------- | ------------- |
| 1  | Endierich Rahming    | 22.09.1988 (22)       | 183         | Defenders     |
| 2  | Princ'tanique Wilson | 19.12.1984 (26)       | 185         | Intruders     |
| 3  | Renaldo Knowles (K)  | 29.09.1982 (28)       | 191         | Technicians   |
| 4  | Romel Lightbourne    | 05.07.1981 (29)       | 188         | High Point    |
| 5  | Je'Vaughn Saunders   | 19.12.1989 (21)       | 183         | Saints        |
| 6  | Jamaal Ferguson (L)  | 07.03.1986 (25)       | 178         | Defenders     |
| 7  | Byron Ferguson       | 28.11.1988 (22)       | 198         | Technicians   |
| 8  | Carl Rolle           | 03.02.1983 (28)       | 192         | Defenders     |
| 9  | Glen Rolle           | 25.08.1984 (26)       | 180         | Intruders     |
| 10 | Muller Petit         | 04.10.1980 (30)       | 188         | Crimestoppers |
| 11 | Tonny Simon          | 24.03.1982 (29)       | 188         | Defenders     |
| 17 | Shedrick Forbes      | 05.10.1986 (24)       | 188         | Defenders     |

## Brazylia
Trener: Flávio Marinho
Asystent: Rodrigo Taranto
| Nr | Imię i nazwisko             | Data urodzenia (wiek) | Wzrost (cm) | Klub                    |
| -- | --------------------------- | --------------------- | ----------- | ----------------------- |
| 1  | Raphael Oliveira            | 08.03.1984 (27)       | 195         |                         |
| 2  | Raphael Margarido           | 28.04.1983 (28)       | 185         | Esporte Clube Pinheiros |
| 3  | Lucas Provenzano (L)        | 26.01.1987 (24)       | 178         | Campinas                |
| 4  | Thiago Sens                 | 02.07.1985 (25)       | 197         | Campinas                |
| 5  | Paulo Victor Costa da Silva | 12.05.1986 (25)       | 198         | Volleyball Team Tirol   |
| 7  | Thiago Gelinski             | 24.06.1987 (23)       | 193         | Campinas                |
| 8  | Giovanni Baliana das Chagas | 21.02.1982 (29)       | 202         | Funadem Volei           |
| 9  | Paulo Marcelo Ferreira      | 27.05.1976 (35)       | 190         | Londrina                |
| 11 | Vinícius Mendes de Siqueira | 29.09.1982 (28)       | 196         | SESI-SP Esporte         |
| 12 | Douglas Cordeiro            | 15.01.1979 (32)       | 197         | Sada Cruzeiro Vôlei     |
| 14 | Alexander Marczewski        | 06.07.1988 (22)       | 197         | Sada Cruzeiro Vôlei     |
| 18 | Anderson Rodrigues (K)      | 21.05.1974 (37)       | 192         | Cimed Esporte Clube     |

## Dominikana
Trener: Jacinto Campechano
Asystent: Héctor Romero
| Nr | Imię i nazwisko            | Data urodzenia (wiek) | Wzrost (cm) | Klub               |
| -- | -------------------------- | --------------------- | ----------- | ------------------ |
| 1  | Elnis Palomino             | 02.07.1986 (24)       | 185         | Samana             |
| 2  | César Canario Green (L)    | 10.10.1985 (25)       | 192         | Samana             |
| 4  | Wilfredo Hernández         | 08.12.1990 (20)       | 195         | San Juan           |
| 5  | William Sánchez            | 19.02.1986 (25)       | 195         | Samana             |
| 6  | Pedro Luis García          | 27.11.1990 (20)       | 190         | Santiago Rodríguez |
| 7  | Eduardo Concepción         | 01.11.1983 (27)       | 195         | La Vega            |
| 12 | Tolinson Aquino (K)        | 24.02.1986 (25)       | 183         | Monte Plata        |
| 13 | Emmanuel Lara              | 01.07.1988 (22)       | 195         | San Francisco Mac  |
| 15 | Johan Gleudis López Santos | 16.04.1989 (22)       | 196         | Barneso            |
| 17 | Juan Carlos Cabrera        | 17.05.1989 (22)       | 192         | Elías Piña         |

## Kanada
Trener: Glenn Hoag
Asystent: Vincent Pichette
| Nr | Imię i nazwisko      | Data urodzenia (wiek) | Wzrost (cm) | Klub                              |
| -- | -------------------- | --------------------- | ----------- | --------------------------------- |
| 2  | Nicholas Cundy       | 14.09.1983 (27)       | 194         | AS Cannes                         |
| 3  | Daniel Lewis (L)     | 03.04.1976 (35)       | 190         | ACH Volley Bled                   |
| 5  | Brock Davidiuk       | 24.04.1983 (28)       | 194         | Club Alès en Cévennes Volley-Ball |
| 6  | Justin Duff          | 10.05.1988 (23)       | 202         | hotVolleys Wiedeń                 |
| 9  | Joel Schmuland       | 20.08.1986 (24)       | 203         | brak                              |
| 11 | Steve Brinkman       | 12.01.1978 (33)       | 202         | brak                              |
| 12 | Gavin Schmitt        | 27.01.1986 (25)       | 204         | Samsung Bluepangs                 |
| 13 | Olivier Faucher      | 14.09.1984 (26)       | 190         | SL Benfica                        |
| 14 | Adam Kamiński        | 27.05.1984 (27)       | 204         | Fart Kielce                       |
| 15 | Frederic Winters (K) | 25.09.1982 (28)       | 195         | VfB Friedrichshafen               |
| 16 | Steve Gotch          | 18.10.1985 (25)       | 193         | Maliye Milli Piyango              |
| 18 | John Perrin          | 17.08.1989 (21)       | 200         | brak                              |

## Meksyk
Trener: Jorge Azair
Asystent: Sergio Hernández Herrera
| Nr | Imię i nazwisko      | Data urodzenia (wiek) | Wzrost (cm) | Klub             |
| -- | -------------------- | --------------------- | ----------- | ---------------- |
| 1  | Ricardo Yépez        | 06.07.1989 (21)       | 195         | Nuevo-Léon       |
| 2  | Edgar Herrera        | 22.01.1988 (23)       | 194         | Chihuahua        |
| 6  | Samuel Córdova       | 13.03.1989 (22)       | 190         | Nuevo-Léon       |
| 7  | Francisco Enriquez   | 17.10.1989 (21)       | 194         | Nayarit          |
| 10 | Pedro Rangel         | 16.09.1988 (22)       | 194         | Coahuila         |
| 11 | Ismael Guerrero      | 15.03.1988 (23)       | 204         | Sinaloa          |
| 12 | Daniel Vargas        | 01.09.1986 (24)       | 199         | UNAM             |
| 13 | Marco Macías         | 12.02.1985 (26)       | 193         | Distrito Federal |
| 14 | Tomas Aguilera       | 15.11.1988 (22)       | 202         | Chihuahua        |
| 16 | Jorge Barajas        | 07.05.1991 (20)       | 188         | Colima           |
| 17 | Jorge Quiñones (K)   | 13.11.1981 (29)       | 186         | Guanajuato       |
| 19 | Guillermo Romero (L) | 11.01.1988 (23)       | 188         | Nuevo-Léon       |

## Panama
Trener: Sergio Ballestas
Asystent: Rodolfo Olivares
| Nr | Imię i nazwisko     | Data urodzenia (wiek) | Wzrost (cm) | Klub          |
| -- | ------------------- | --------------------- | ----------- | ------------- |
| 1  | Domingo Ávila       | 21.04.1979 (32)       | 194         | Herrera       |
| 2  | Donaldo Ureña       | 08.11.1982 (28)       | 193         | Veraguas      |
| 5  | Ricardo Brown (K)   | 04.07.1980 (30)       | 189         | San Miguelito |
| 6  | Carlos Zúñiga       | 17.07.1979 (31)       | 191         | Panama        |
| 7  | Joshimar Caballero  | 06.05.1987 (24)       | 189         | Herrera       |
| 8  | Miguel Medina (L)   | 20.11.1990 (20)       | 170         | Chiriquí Occ. |
| 9  | Gabriel Calderón    | 21.04.1985 (26)       | 191         | Los Santos    |
| 11 | Carlos Sandoval     | 12.04.1990 (20)       | 193         | Herrera       |
| 12 | Eduardo Guerra      | 25.04.1975 (36)       | 190         | San Miguelito |
| 14 | Edward Díaz         | 11.10.1979 (31)       | 192         | Herrera       |
| 15 | Otto Penso          | 14.05.1985 (26)       | 192         | Panama        |
| 17 | Cristóbal Rodríguez | 22.11.1982 (28)       | 175         | Los Santos    |

## Portoryko
Trener: Ariel Díaz
Asystent: Carlos Rodríguez
| Nr | Imię i nazwisko      | Data urodzenia (wiek) | Wzrost (cm) | Klub                        |
| -- | -------------------- | --------------------- | ----------- | --------------------------- |
| 1  | José Mulero (L)      | 25.10.1991 (19)       | 176         | Indios de Mayagüez          |
| 3  | Pedro Sierra         | 21.07.1989 (21)       | 196         | brak                        |
| 4  | Jonathan King        | 08.12.1982 (28)       | 192         | Indios de Mayagüez          |
| 5  | Ulises Maldonado     | 05.03.1989 (22)       | 190         | Nuevos Gigantes de Carolina |
| 7  | Josué Rivera         | 14.04.1992 (19)       | 189         | brak                        |
| 8  | José Ribas           | 31.12.1991 (19)       | 191         | brak                        |
| 9  | Edgardo Goas (K)     | 27.01.1989 (22)       | 193         | brak                        |
| 12 | Javier Pérez         | 14.03.1991 (20)       | 192         | Mets de Guaynabo            |
| 13 | Ricardo Archilla     | 05.11.1991 (19)       | 196         | brak                        |
| 14 | Bryan Negrón         | 15.02.1996 (15)       | 199         | brak                        |
| 15 | Ezequiel Cruz Lozada | 15.07.1986 (24)       | 191         | Plataneros de Corozal       |
| 17 | Ramón Burgos         | 15.01.1993 (18)       | 198         | brak                        |

## Stany Zjednoczone
Trener: Gordon Mayforth
Asystent: Sean Byron
| Nr | Imię i nazwisko    | Data urodzenia (wiek) | Wzrost (cm) | Klub                  |
| -- | ------------------ | --------------------- | ----------- | --------------------- |
| 1  | Jeffrey Menzel     | 31.10.1988 (22)       | 199         | UCSB                  |
| 4  | Garrett Muagututia | 26.02.1988 (23)       | 205         |                       |
| 6  | Murphy Troy        | 31.05.1989 (22)       | 202         | USC                   |
| 7  | Jonathan Winder    | 04.01.1986 (25)       | 203         | PAOK                  |
| 8  | Andrew Hein        | 01.07.1984 (26)       | 211         | Jarosławicz Jarosław  |
| 9  | Ryan Meehan        | 24.06.1989 (21)       | 203         | Long Beach State      |
| 11 | Kawika Shoji       | 11.11.1987 (23)       | 190         | Tampereen Isku-Volley |
| 12 | David Smith        | 15.05.1985 (26)       | 201         | CV Almería            |
| 16 | Robert Tarr (K)    | 09.01.1984 (27)       | 194         | Al-Ahly Doha          |
| 17 | William Price      | 07.10.1987 (23)       | 201         | GS Lamia              |
| 18 | Jayson Jablonsky   | 23.07.1985 (25)       | 198         | Olympiakos SFP        |
| 19 | Dustin Watten (L)  | 27.10.1986 (24)       | 178         | Raision Loimu         |

## Wenezuela
Trener:  Idolo Gilberto Herrera Delgado
Asystent: Robinson Urdaneta
| Nr | Imię i nazwisko        | Data urodzenia (wiek) | Wzrost (cm) | Klub             |
| -- | ---------------------- | --------------------- | ----------- | ---------------- |
| 1  | Antonio Delgado        | 25.10.1989 (21)       | 194         | Barinas          |
| 2  | Regulo Alberto Briceño | 13.02.1989 (22)       | 182         | Aragua           |
| 4  | Héctor Mata (L)        | 27.01.1991 (21)       | 179         | Anzoátegui       |
| 5  | Emerson Rodríguez      | 02.02.1993 (18)       | 201         | Distrito Capital |
| 6  | José Enríquez          | 06.02.1990 (21)       | 196         | Anzoátegui       |
| 8  | José Pérez             | 12.07.1989 (21)       | 193         | Barinas          |
| 9  | José Carrasco          | 20.05.1989 (22)       | 196         | Yaracuy          |
| 10 | Kervin Piñerua (K)     | 22.02.1991 (20)       | 192         | Miranda          |
| 11 | Jhoser Contreras       | 03.04.1991 (20)       | 191         | Zulia            |
| 12 | Pedro Brito            | 08.01.1993 (18)       | 184         | Nueva Esparta    |
| 14 | Máximo Montoya         | 26.06.1989 (21)       | 199         | Apure            |
| 17 | Daniel Escobar         | 10.07.1990 (20)       | 202         | Miranda          |